# Walter Tysall
Walter Tysall  (Birmingham, West Midlands, 3 d'abril de 1880 – Ashton-on-Ribble, Lancashire, 1955) va ser un gimnasta anglès que va competir durant els primers anys del segle xx.
El 1908 va prendre part en els Jocs Olímpics de Londres, on va guanyar la medalla de plata en la prova del concurs complet individual, en quedar per darrere Alberto Braglia.